# Aeroportul Scottsdale
Aeroportul Scottsdale (IATA: SCF, ICAO: KSDL, FAA LID: SDL) este un aeroport din Arizona, Statele Unite ale Americii ce deservește zona Scottsdale. Aeroportul a fost tranzitat în 2019 de 2.286 de pasageri. A fost numit după zona deservită.
Situat la o altitudine de 460 m, aeroportul dispune de 1 pistă.

## Infrastructură

### Piste
Aeroportul dispune de o singură pistă. Pista 03/21 are suprafața de asfalt și dimensiunile 8.249 picioare × 100 picioare. 